# Lamprologus tumbanus
 Lamprologus tumbanus  ist eine afrikanische Buntbarschart, die nur im Tumbasee im westlichen Kongobecken vorkommt. 

## Beschreibung
Lamprologus tumbanus hat einen langgestreckten Körper und wird maximal 9 cm lang. Die Körperhöhe liegt bei 26 bis 29 % der Standardlänge. Die Kopflänge liegt bei etwa 35 % der Standardlänge. Die Fische sind grau mit einem violetten Schimmer, fünf schwärzlichen Querbalken auf den Flanken und Schuppen, die dunkel umrandet sind. Kiemendeckel und Wangen schimmern rötlich, die Flossen sind grau oder schwarz. Die hinteren Spitzen der lang ausgezogenen Rücken- und Afterflosse reichen bis zur Mitte der Schwanzflosse. Diese ist paddelförmig bis lanzettförmig und groß. Die Brustflossen sind relativ kurz und reichen nicht bis zum Anus, die Bauchflossen sind dagegen lang (etwa 25 % der Standardlänge) und reichen zu der Stelle zwischen Anus und dem Ansatz der Afterflosse. Die Zähne in beiden Kiefern sind einspitzig und scharf. Ganz vorne an der Symphyse befinden sich sechs stark vergrößerte Fangzähne. Die kleinen Zähne der inneren Zahnreihen sind in 3 bis 4 unregelmäßigen Reihen angeordnet. 
Lamprologus tumbanus unterscheidet sich von allen anderen Lamprologus-Arten des Kongobeckens durch die geringere Anzahl seiner Seitenlinienschuppen (29 bis 31 vs. 32 oder mehr) und die geringere Anzahl von Wirbeln (28 oder 29 vs. 30 oder mehr). Der Darm ist kurz und hat die halbe Länge der Standardlänge. Bei Magen- und Darmuntersuchungen fand man dort Überreste von kleinen Krebstieren, vor allem Muschelkrebse, außerdem Insekten.
- Flossenformel: Dorsale XVII–XVIII/7–9, Anale V/6–7, Caudale 14.
- Schuppenformel 29–31 (SL).